# Dina Powell
Pour les articles homonymes, voir Powell.
Dina Powell, née Habib le 12 juin 1973 au Caire, est une femme d'affaires et femme politique américaine d'origine égyptienne.
Membre du Parti républicain, elle est assistante du président Donald Trump du 20 janvier 2017 au 12 janvier 2018, chargée des initiatives économiques, ainsi que conseillère adjointe à la sécurité nationale chargée de la stratégie du 15 mars 2017 au 12 janvier 2018. Powell est auparavant secrétaire d'État assistante aux Affaires éducatives et culturelles du 11 juillet 2005 au 7 juin 2007 dans l'administration de George W. Bush.

## Biographie

### Jeunesse et formation
Dina Habib naît au Caire, en Égypte, dans une famille chrétienne copte de la classe moyenne. Son père, Onsi Habib, est capitaine dans l'Armée égyptienne et sa mère, Hoda Soliman, fréquente l'université américaine du Caire. Comme ils souhaitent tous deux le meilleur pour leurs filles, la famille émigre aux États-Unis, composée des parents, Dina et sa sœur cadette. Elle ne connait alors pas l'anglais.
La famille Habib s'établit à Dallas, au Texas, où ils ont de la parenté parmi la communauté copte ; les parents tiennent un commerce de proximité. Son père travaille aussi parfois comme chauffeur de bus et dans l'immobilier, tandis que sa mère de temps en temps est travailleuse sociale. Une troisième fille naît une fois que la famille est en Amérique.
Bien que Dina Habib apprend rapidement l'anglais à l'école, sa famille insiste pour qu'elle soit élevée dans la culture et la langue égyptienne. Ainsi, elle parle couramment l'arabe. De ce que ses parents ont fait, elle a dit plus tard : « Je voulais désespérément un sandwich dinde et fromage avec des chips, et j'ai toujours eu des feuilles de raisin, des pois chiches et des falafels, et même pas dans un sac en papier brun bien frais. Et maintenant, bien sûr, j'apprécie tellement ce que j'ai ». Chacun des membres de la famille nés à l'étranger est naturalisé citoyen américain. Elle fait ses études secondaires à l'Ursuline Academy of Dallas, dont elle sort en 1991. Dina Habib est admise à l'université du Texas à Austin où elle obtient son Bachelor of Arts (licence) en 1995.

### Carrière
Elle joue un rôle influent dans la détermination de la première année de la politique étrangère de l'administration Trump, en particulier en ce qui concerne la politique au Moyen-Orient. Elle est assistante du président, le conseillant en matière d'initiatives économiques, poste qu'elle continue à occuper après sa nomination au Conseil de sécurité nationale.
Avant d'accepter ces postes à la Maison-Blanche, Powell est directrice de gestion et associée de Goldman Sachs. Elle préside sa filiale à but non lucratif, la fondation Goldman Sachs (en). À ce titre, elle dirige le programme 10 000 Femmes de la fondation. Elle sert précédemment dans l'administration de George W. Bush en tant que secrétaire d'État assistante aux Affaires éducatives et culturelles et qu'assistante au Bureau exécutif du président des États-Unis. Elle est réputée proche de la secrétaire d'État Condoleezza Rice.
Après avoir été pressentie pour être nommée ambassadrice des États-Unis auprès des Nations unies pour prendre la succession de Nikki Haley, elle fait savoir qu'elle n'est pas intéressée, retrait lié à des oppositions venant de républicains isolationnistes et conservateurs présents à la Maison-Blanche et à des batailles de luttes d'influence entre clans parmi les proches du Président Trump,. Elle reste cependant proche du cercle d'amis d'Ivanka Trump.  
Elle est considérée par le Belfer Center for Science and International Affairs comme l'une des spécialistes des problèmes du Moyen-Orient et pour cela, l'intègre comme membre associée,.

### Vie privée
Le 10 janvier 1998, Dina Habib épouse Richard C. Powell. Ils divorcent en 2017. En 2019, Dina Powel épouse le financier et homme politique David McCormick. En 2024, ce dernier est élu sénateur des États-Unis pour la Pennsylvanie.